# Ferusaphis xanthinae
Ferusaphis xanthinae är en insektsart. Ferusaphis xanthinae ingår i släktet Ferusaphis och familjen långrörsbladlöss. Inga underarter finns listade i Catalogue of Life.